# 淫婦
淫婦、蕩婦、淫娃、淫蕩女、婊子等词汇，是對女性的歧視語，貶低被大眾視為不守節操、行為放縱或道德敗壞的女性。明代艷情小說《金瓶梅》人物潘金蓮，被中國傳統社會當成淫婦的典型。
中國古代對良家女子的行為規範是遵守三從四德，舉凡禍國殃民、容貌冶艷、妖媚風情、舉止輕佻、風流放蕩、不知廉恥、情欲旺盛、主動勾搭男人、通姦、破壞別人幸福家庭等特徵，都成為中國人對「淫婦」的刻板印象。

## 另見
- 巴比倫大淫婦
- 墮落的女人（英语：Fallen woman）
- 荡妇羞辱
- 七宗罪
- 色欲
- 淫穢
- 淫蕩（英语：Slut）
- 娼妓
- 公車
- 母狗